# Ludwig Haberkorn

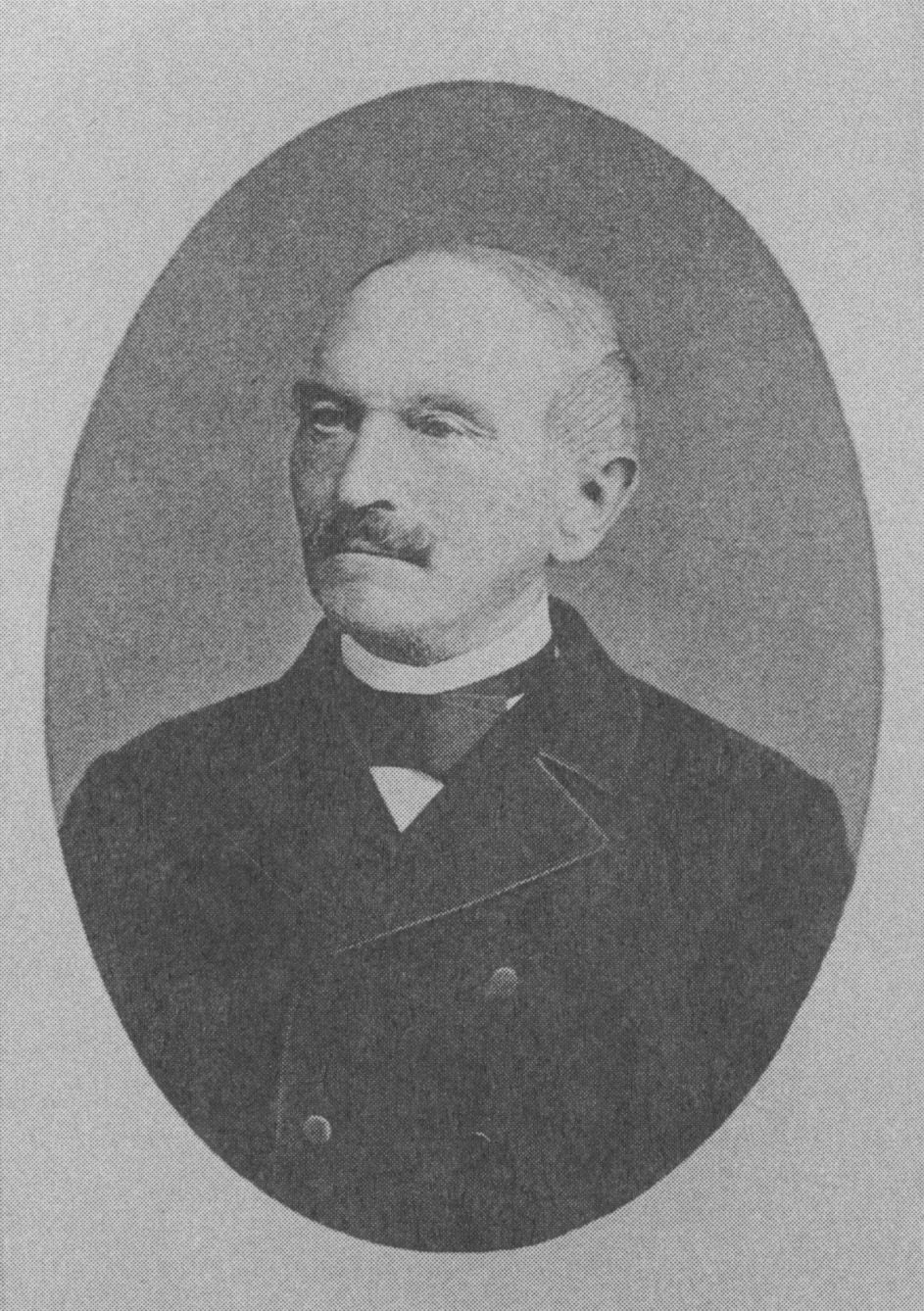
Ludwig Haberkorn (1811–1901)

Daniel Ferdinand Ludwig Haberkorn (* 2. September 1811 in Kamenz, Oberlausitz; † 6. April 1901 in Zittau) war ein deutscher konservativer Politiker. Er war von 1849 bis 1892 Abgeordneter im sächsischen Landtag und 1859–1870 sowie 1875–1890 Präsident der II. Kammer. Von 1857 bis 1886 war er Bürgermeister der Stadt Zittau. Zudem gehörte er 1867 dem Konstituierenden Reichstag des Norddeutschen Bundes an.

## Leben und Wirken
Der Sohn des Buchbinders und Küsters Ferdinand Daniel Ludwig Haberkorn (1782–1824) in Kamenz studierte an den Universitäten Halle (1830) und Leipzig (1831 bis 1833) Jura. Während seines Studiums wurde er 1831 Mitglied der Alten Leipziger Burschenschaft. Im Zuge der Demagogenverfolgung wurde er im Schwarzen Buch der Frankfurter Bundeszentralbehörde (Eintrag Nr. 594) festgehalten.
Nach seinem Studium kehrte er nach Kamenz zurück und trat eine Stelle als Vizeaktuar beim Stadtgericht an, bis er sich 1838 als Advokat niederlassen konnte. Später übte er auch das Amt eines Patrimonialgerichtsdirektors aus.
1846 wurde Haberkorn in den Stadtrat von Kamenz gewählt. Im Sommer 1849 erhielt er ein Abgeordnetenmandat im Sächsischen Landtag und wurde als Mitglied der demokratischen Vaterlandsvereine in das Amt des Vizepräsidenten der II. Kammer gewählt. Auch dem restituierten Landtag, der im Sommer 1850 einberufen wurde, gehörte er an. Während der politischen Reaktionsphase zwischen 1850 und 1866 zählte Haberkorn zu den wenigen sächsischen Landtagsabgeordneten der liberalen Opposition. Er blieb 44 Jahre lang Mitglied der II. Kammer, wechselte jedoch später ins konservative Lager.
In Kamenz wurde er 1856 zum Bürgermeister gewählt, wechselte jedoch schon kurz darauf in das Bürgermeisteramt von Zittau, das er bis zu seinem Rücktritt 1886 ausübte. Auf dem Landtag 1859 wurde er nach dem Mandatsverzicht des über 70-jährigen Karl Heinrich Haase zum Präsidenten der II. Kammer gewählt. Dem Reichstag des Norddeutschen Bundes gehörte er für den Reichstagswahlkreis Königreich Sachsen 15 (Flöha–Limbach–Rochlitz) als Mitglied der konservativen Fraktion bzw. als Fraktionsloser von Februar bis August 1867 an. Eine weitere Kandidatur bei der Reichstagswahl 1871 im Reichstagswahlkreis Königreich Sachsen 1 blieb erfolglos. Durch die Wahlrechtsänderung von 1868 verschob sich das Kräfteverhältnis im sächsischen Unterhaus derart, dass das liberale Lager über die Parlamentsmehrheit verfügte. Haberkorn konnte sich angesichts dieser neuen Konstellation nicht mehr im Präsidentenamt halten. Sein Nachfolger wurde der Linksliberale Wilhelm Schaffrath.
Nachdem sich die Nationalliberalen angesichts des Wahlerfolgs der sächsischen Sozialdemokraten bei der Reichstagswahl 1874 stärker von den Linksliberalen distanzierten, enthielten sie sich bei der Wahl des Präsidenten der II. Landtagskammer zu Beginn des Landtags 1875/76 der Stimme. Als Kandidat der Konservativen profitierte Haberkorn von dieser politischen Konstellation und wurde ein weiteres Mal in das Amt gewählt. Bis zum Landtag 1889/90 behielt er es inne, bevor Karl Gustav Ackermann 1891 seine Nachfolge antrat. Von 1873 bis 1883 war Haberkorn Mitglied des Landtagsausschusses zur Verwaltung der Staatsschulden. Am Landtag der Jahre 1891/92 nahm er noch als einfacher Abgeordneter teil. Am 30. Juni 1893 legt er sein Mandat freiwillig aus Altersgründen nieder.
In Zittau war er Mitglied der Freimaurerloge Friedrich August zu den drei Zirkeln. 1881 wurde er von der Universität Leipzig mit dem Ehrendoktortitel geehrt.

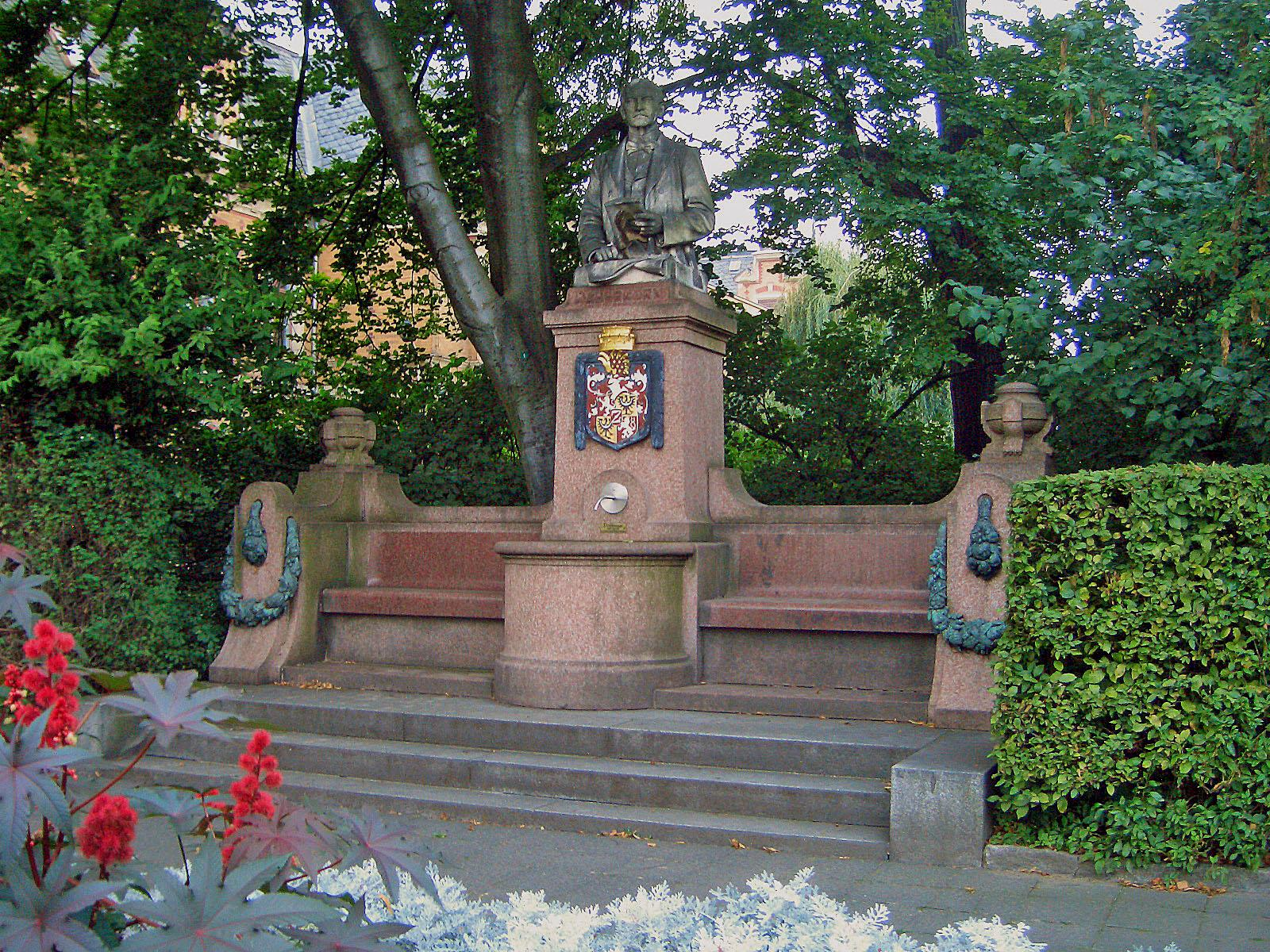
Haberkorndenkmal in Zittau

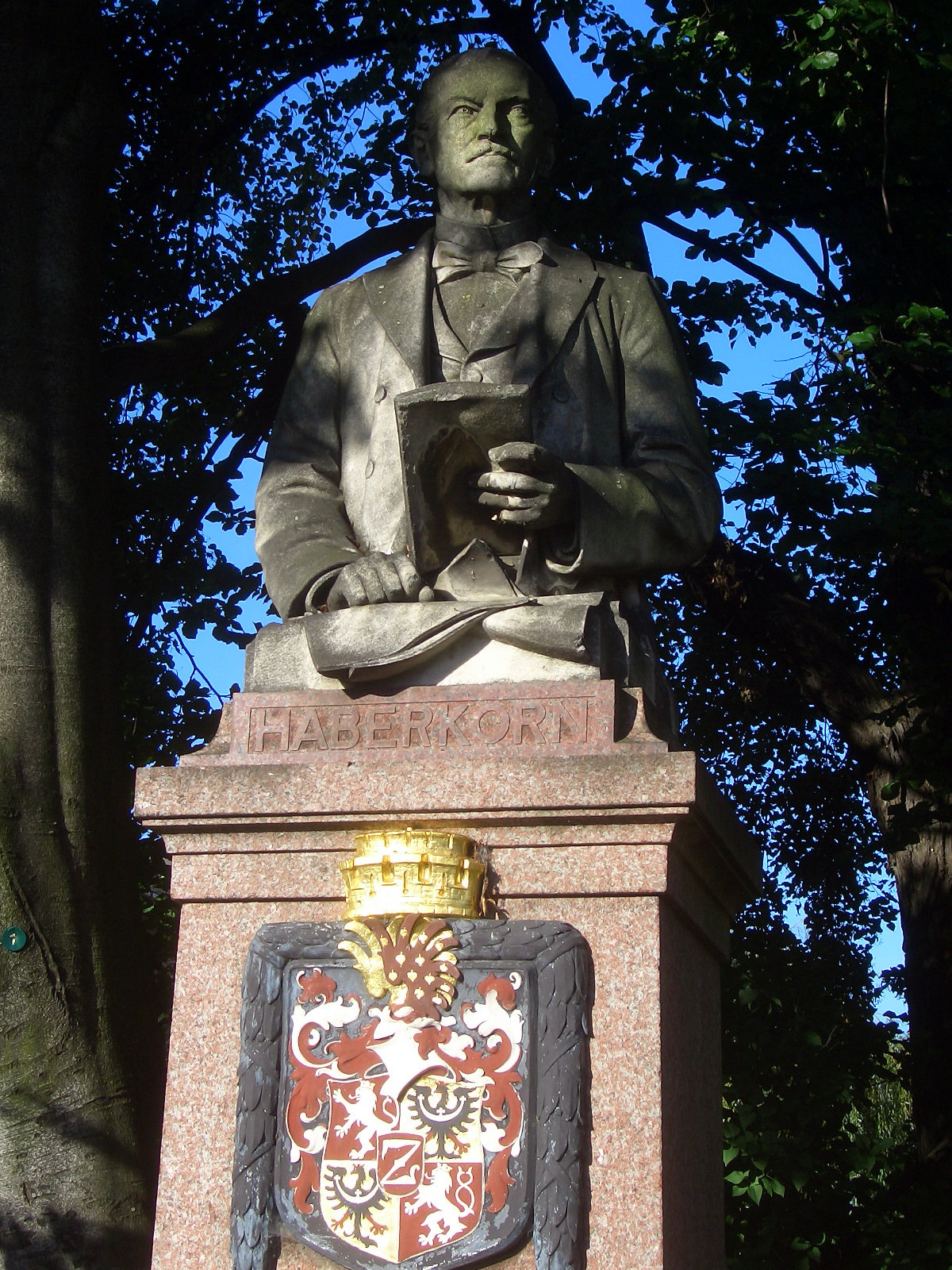
Ludwig Haberkorn

## Werke
- Die Verfassungsurkunde des Königreiches Sachsens vom 4. September 1831 sonst und jetzt, nebst Nachrichten über Zeit und Dauer der Landtage und ihrer Direction. Dresden 1881

## Ehrungen
Haberkorn erhielt 1856 die Ehrenbürgerschaft von Kamenz sowie 1871 die von Zittau verliehen; in Kamenz ist eine Straße nahe dem Bahnhof nach ihm benannt. Die Stadt Zittau ehrte ihn zusätzlich mit einem Denkmal, das sich am Haberkornplatz befindet. 1882 wurde ihm den Titel Dr. jur. h. c. verliehen.
Von den Abgeordneten der II. Kammer wurde er 1885/86 durch die Stiftung eines Ölgemäldes und 1886 mit einem im Direktorialzimmer des Landtags angebrachten Porträts in Lebensgröße geehrt. 1887 wurde er zu einem Geheimen Rat ernannt.